# 雲龍寺 (三木市)
雲龍寺（うんりゅうじ）は、兵庫県三木市にある曹洞宗の寺院。山号は高源山。本尊は釈迦如来。

## 歴史
この寺は、寺伝によれば957年（天徳2年）天台宗の僧良源によって創建されたという。その後、平安時代後期の保元年間（1156年 - 1159年）に兵火にあって荒廃したが、鎌倉時代後期に赤松氏によって復興され、1322年（元亨2年）には後醍醐天皇により現在の山号に改められた。室町時代には別所氏の帰依を得た。1578年（天正6年）豊臣秀吉による兵火により焼失したが、秀吉から寺領を安堵されている。
境内には、羽柴秀吉の三木城攻めで敗れた別所長治夫妻の首を埋葬したと伝えられる首塚があり、毎年1月17日に法要が行われている。
2021年5月1日、本堂改修工事が完了し落慶法要が営まれた。翌5月2日には、井上良典住職（28代）の住職就任を披露する「晋山式」が営まれた。

## 史跡
- 別所長治夫妻首塚[2][3]

## 所在地
- 兵庫県三木市上の丸町9-4

## 周辺
- 三木市役所
- 三木市立堀光美術館
- 三木市立金物資料館
- 三木城跡
- 鷹尾山城跡

## アクセス
- 電車
  - 神戸電鉄粟生線、三木上の丸駅から徒歩約10分
- 自動車
  - 山陽自動車道、三木小野ICまたは三木東ICから